# Ben Kasica
Ben Judah Kasica (n. 15 aprilie 1984, Saint Louis, Missouri, SUA) este un chitarist din Philladelphia care este cunoscut pentru faptul că a activat  în formația Skillet (2001-2011 ). Acesta a părăsit formația în 2011, când a fost implicat într-o ceartă cu membrii trupei . Aceștia au declarat intr-un interviu din 2014, în California, că nu se mai înțelegeau cu el și că acesta nu mai este în formație. Membrii acesteia, însă nu au vrut să facă public motivul pentru care acesta a plecat. În prezent chitaristul se gândește la o revenire în Skillet și să cânte din nou împreună.